# Silmarils
As Silmarils (quenya Silmarilli, qya, lit.  "radiância da luz pura") são três joias fictícias brilhantes no legendarium de J. R. R. Tolkien, criadas pelo elfo Fëanor a partir da luz pura das Duas Árvores de Valinor. As Silmarils desempenham um papel central em O Silmarillion, obra de Tolkien que narra a criação de Eä (o universo) e o surgimento dos elfos, anões e homens.
Tolkien, um filólogo, inspirou-se na palavra do inglês antigo Siġelwara para conceber as Silmarils, joias que contêm luz. Ele concluiu que Siġel significava tanto "sol" quanto "joia". Pesquisadores notaram semelhanças entre as Silmarils e o Sampo do Kalevala e o Santo Graal das lendas arturianas. Alguns estudiosos interpretam as Silmarils como representações do orgulho élfico em suas criações ou do desejo bíblico pelo conhecimento do bem e do mal, como na história do Jardim do Éden no Gênesis. Verlyn Flieger [en] analisa O Silmarillion como uma narrativa sobre a fragmentação da luz criada, que, segundo ela, Tolkien equipara a Deus. Inicialmente, essa luz é manifestada em duas grandes lâmpadas que iluminam a Terra Média. Após sua destruição, a luz é preservada nas Duas Árvores de Valinor, e Fëanor captura essa luz nas Silmarils. Com a morte das árvores, as Silmarils tornam-se as últimas fontes da luz criada na Terra-média. Quando as Silmarils são dispersas — para a Terra, o Mar e o Céu —, a que ascende ao céu transforma-se na Estrela de  Eärendil. A dama élfica Galadriel coleta luz dessa estrela e a preserva no  Frasco de Galadriel, que auxilia os hobbits protagonistas de O Senhor dos Anéis a cumprir sua missão.

## História fictícia

### Criação das Silmarils
Em O Silmarillion, J. R. R. Tolkien descreve a história das Silmarils, consideradas as obras mais notáveis dos elfos. Elas são criadas por Fëanor, um príncipe do clã mais habilidoso dos elfos, os Noldor, utilizando a luz das Duas Árvores de Valinor. As Silmarils são feitas de silima, uma substância cristalina. Consagradas pela Vala Varda, que acendeu as primeiras estrelas, as Silmarils queimam as mãos de qualquer criatura maligna ou mortal que as toque sem justa causa.
Com a ajuda da aranha maligna  Ungoliant, o Vala rebelde Melkor destrói as Duas Árvores de Valinor. Mais tarde, na tentativa de recuperação dos Valar, uma das árvores produz uma flor prateada e a outra, um fruto dourado, antes de morrerem. Esses elementos são enviados ao céu, tornando-se o Sol e a Lua, que iluminam a Terra-média contra Melkor. Contudo, nenhum dos dois emite a luz original das árvores, livre do veneno de Ungoliant. Assim, as Silmarils tornam-se as únicas portadoras da luz intocada das árvores. Os Valar pedem a Fëanor que entregue as Silmarils para restaurar as árvores, mas ele recusa. Então, chega a notícia de que Melkor assassinou  Finwë, pai de Fëanor e Alto Rei dos Noldor, e roubou as Silmarils. Após o roubo, Melkor foge de Valinor para sua fortaleza Angband, no norte da Terra-média, onde passa a usar as Silmarils em sua Coroa de Ferro.

### Guerra pelas Silmarils
Fëanor, indignado com Melkor, a quem chama de Morgoth, "Inimigo Sombrio do Mundo", e com o desejo dos Valar de usarem as Silmarils para seus próprios fins, faz, junto com seus sete filhos, o Juramento de Fëanor. Esse juramento os obriga a lutar contra qualquer um que retenha as Silmarils. O juramento, terrível em suas consequências, leva a inúmeros conflitos futuros, incluindo massacres e guerras entre elfos. Fëanor conduz muitos dos Noldor de volta à Terra-média. Sua fuga, durante a Primeira Era da Terra-média, resulta em sofrimento contínuo para os elfos e, eventualmente, para os homens. Cinco grandes batalhas são travadas em Beleriand, mas, no final, os Noldor e todos os que fizeram o juramento falham em recuperar as Silmarils de Morgoth.

### Destinos das Silmarils

Destinos das Silmarils: como Mandos previra, elas são dispersas, uma no céu, uma na terra e uma no mar.

Uma das Silmarils é recuperada por Beren e Lúthien [en] após grandes perigos e perdas. Lúthien adormece Morgoth com seu canto, permitindo que Beren corte a Silmaril de sua coroa. O lobisomem Carcharoth ataca-os ao deixarem Angband e engole a mão de Beren, que segurava a Silmaril, o que o enlouquece. Carcharoth é morto por Huan, o cão, que sucumbe aos ferimentos. O capitão élfico Mablung extrai a Silmaril do corpo do lobisomem. Essa Silmaril é levada aos Valar no Oeste por Eärendil, herdeiro de Beren e Lúthien, como símbolo de arrependimento pela rebelião de Fëanor. Os Valar transformam essa Silmaril em uma estrela, fixada ao mastro do navio de Eärendil, que navega eternamente pelos céus. As outras duas Silmarils permanecem com Morgoth até serem tomadas por um servo do Vala Manwë ao fim da Guerra da Ira. Contudo, logo após, elas são roubadas pelos dois filhos sobreviventes de Fëanor, Maedhros e Maglor, na tentativa de cumprir o juramento. As joias, porém, queimam suas mãos, negando-lhes o direito de posse, assim como haviam queimado as mãos de Morgoth. Em agonia, Maedhros lança-se com sua Silmaril em uma fenda ardente, e Maglor atira a sua ao mar. Assim, as Silmarils permanecem no mar, na terra e no céu [en], sua luz presente, mas inacessível aos habitantes da Terra-média.
De acordo com uma profecia de Mandos, após o retorno final de Melkor e sua derrota na Dagor Dagorath (Batalha das Batalhas), o mundo será transformado, e os Valar recuperarão as Silmarils. Fëanor será libertado dos Salões de Mandos e entregará as Silmarils a Yavanna. Ela as quebrará, e, com sua luz, restaurará as Duas Árvores de Valinor. As Montanhas Pelóri serão niveladas, e a luz das Árvores preencherá o mundo em felicidade eterna.

## Origens

### Sigelwara
A ideia das Silmarils está ligada à exploração filológica de Tolkien da palavra do inglês antigo Siġelwara, usada no Códice Junius [en] em inglês antigo para designar "etíope". Tolkien questionou por que os anglo-saxões teriam uma palavra com esse significado e conjecturou que ela originalmente tinha outro sentido, o que ele investigou em seu ensaio "Terra de Sigelwara [en]".
Ele concluiu que Siġel significava tanto "sol" quanto "joia", o primeiro por ser o nome da runa do sol sowilō [en] (ᛋ), e o segundo derivado do latim sigillum, um selo. Tolkien decidiu que o segundo componente de Sigelwara, Hearwa, estava relacionado ao inglês antigo heorð, "lareira", e, em última análise, ao latim carbō, "fuligem". Ele sugeriu que isso implicava uma classe de demônios "com olhos vermelhos brilhantes que emitiam faíscas e rostos negros como fuligem". O estudioso de Tolkien Tom Shippey [en] afirma que isso contribuiu para as Silmarils, joias associadas ao sol, e "ajudou a naturalizar o Balrog", um demônio de fogo. Os etíopes sugeriram a Tolkien os Haradrim, uma raça de homens do sul de pele escura.

### Sampo

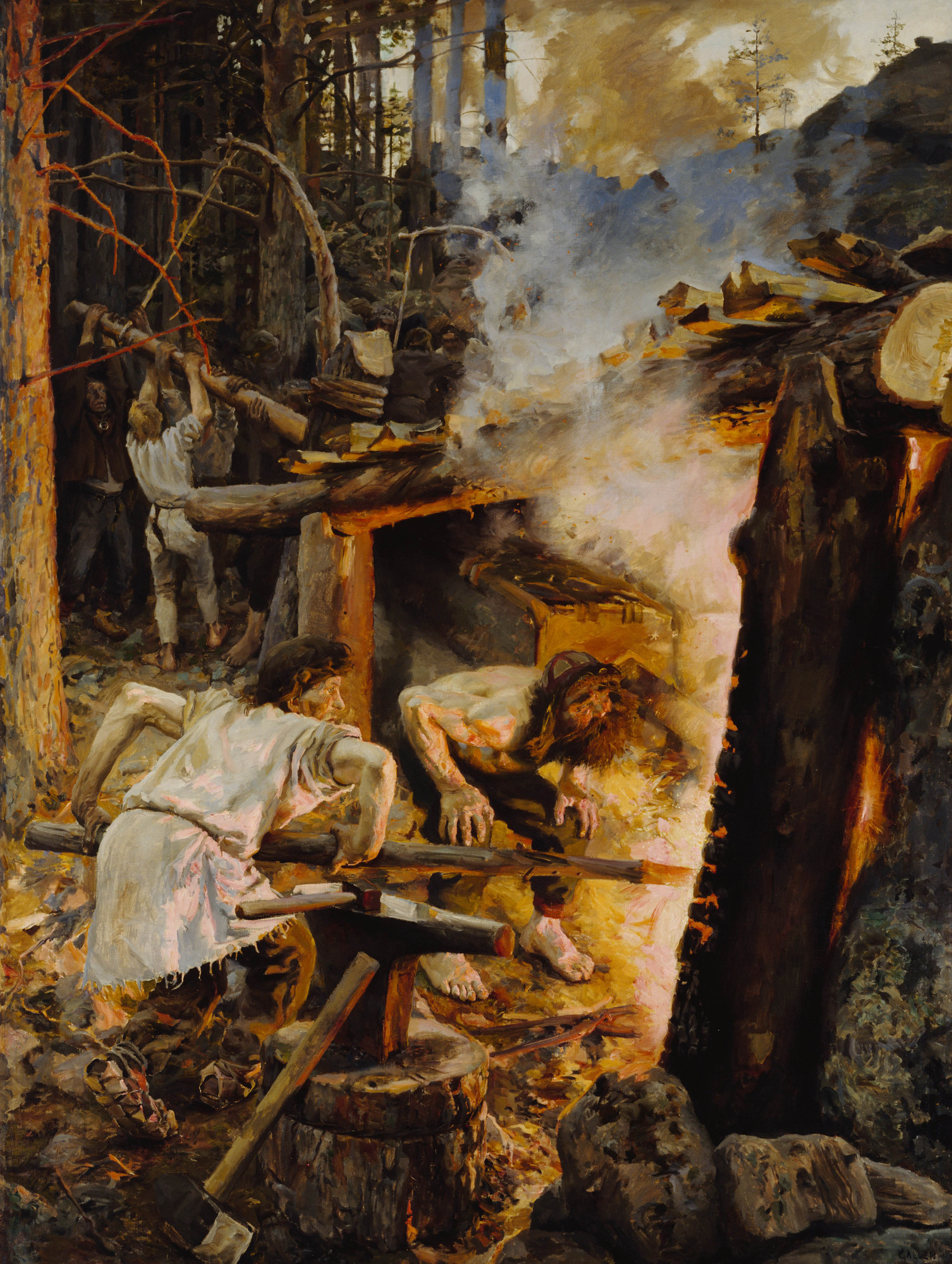
A Forja do Sampo, Akseli Gallen-Kallela, 1893

Outra provável origem é o Sampo do Kalevala de Elias Lönnrot, publicado em 1849, um texto que Tolkien estudou com interesse, considerando usá-lo em uma história em 1914. O estudioso de Tolkien Jonathan B. Himes afirma que o Sampo é o "objeto mítico central" do Kalevala, conferindo a seu possuidor "supremacia socioeconômica". Ele sugere que Tolkien reinterpretou isso como "uma guerra global entre todas as raças da Terra-média pela estabilidade moral e terrestre oferecida pelas Silmarils". Himes acrescenta que Tolkien apresentou conflitos morais e o  pensamento pagão medieval de forma clara, preenchendo lacunas com outras fontes e ampliando a escala para um nível global. O objetivo de Tolkien era criar uma mitologia por meio de uma "história fictícia". A descrição de Lönnrot sobre o Sampo é vaga, levando estudiosos a especularem sobre sua natureza. Uma interpretação é que ele era "um pilar mundial que gira como um moinho gigante sob a 'tampa decorada' do céu". Himes comenta que Tolkien buscou algo mais compreensível, dividindo as partes do Sampo em objetos desejáveis. O pilar transformou-se nas Duas Árvores de Valinor, com seu aspecto de Árvore da Vida, iluminando o mundo. A tampa decorada tornou-se as brilhantes Silmarils, que continham toda a luz remanescente das Duas Árvores, unindo assim os símbolos.
A estudiosa de mitologia e literatura medieval Verlyn Flieger observa que as semelhanças entre o Sampo e as Silmarils são "evidentes". Ela destaca que, em ambos os casos, os destinos dos objetos são claros, mas seu significado é mal definido; em particular, seu "meio (luz) não é congruente com a mensagem (ganância e possessividade)". Ela acrescenta que as Silmarils compartilham atributos com o Santo Graal da Lenda Arturiana, sendo o "centro simbólico" de sua história, possuindo uma "dimensão mística", sendo chamadas de "sagradas" e sendo o objeto de uma "busca transformadora". Diferentemente do Sampo, que traz riqueza, as Silmarils causam dor, infortúnio e morte, contradizendo, segundo Flieger, sua natureza repleta de luz.

## Análise

### Orgulho criativo
Tom Shippey comenta que as Silmarils estão relacionadas ao tema de O Silmarillion de uma maneira particular: o pecado dos elfos não é o orgulho humano, como na queda bíblica, mas o "desejo de criar coisas que reflitam ou incorporem eternamente sua própria personalidade". Esse tipo de orgulho élfico leva Fëanor a forjar as Silmarils e, segundo Shippey, também inspirou Tolkien a escrever suas ficções: "Tolkien não podia evitar ver uma parte de si mesmo em Fëanor e Saruman, compartilhando seu desejo, talvez legítimo, talvez ilícito, de 'subcriar'."
A crítica Jane Chance [en] interpreta as Silmarils como "objetos criados usados indevidamente por seus criadores", semelhantes ao Um Anel em O Senhor dos Anéis. Assim como o Anel, elas dão nome ao seu livro e ajudam a "unificar toda a mitologia". Ela vê o tema como diretamente bíblico, com as Silmarils simbolizando "o mesmo desejo pelo conhecimento do bem e do mal presente na história do Jardim do Éden."

### Luz fragmentada
Verlyn Flieger, em seu livro Splintered Light: Logos and Language in Tolkien's World [en], afirma que Tolkien associa a luz a Deus e à  capacidade de criar. Segundo ela, toda a narrativa de O Silmarillion pode ser vista como uma exploração do tema da fragmentação da luz branca original da criação pelo homem, resultando em inúmeros conflitos.
| Era/Ano                                                                          | Luz | Joias                                                                            |
| -------------------------------------------------------------------------------- | --- | -------------------------------------------------------------------------------- |
| Anos das Lampadas                                                                | Illuin e Ormal em cima de pilares altos                                                                      | -                                                                                |
| termina quando Melkor destrói as duas lâmpadas                                   | |                                                                                  |
| Anos das Árvores (Primeira Era)                                                  | Duas árvores de Valinor, dando luz a Aman                                                                    | Fëanor fabrica 3 Silmarils com a luz das Duas Árvores.                           |
| termina quando Melkor ataca as Duas Árvores e a aranha gigante Ungoliant as mata | |                                                                                  |
| Primeira Era (Anos do Sol)                                                       | A última flor e o último fruto das Duas Árvores tornam-se a Lua e o Sol                                      | Há uma guerra pelas Silmarils.                                                   |
| Primeira Era (Anos do Sol)                                                       | Uma Silmaril está enterrada na Terra; Uma está perdida no Mar; Uma navega no céu como a Estrela de Eärendil. |                                                                                  |
| Terceira Era                                                                     | | Galadriel coleta a luz da Estrela de Eärendil refletida em seu espelho de fonte. |
| Terceira Era                                                                     | Um pouco dessa luz é capturada no frasco de Galadriel.                                                       |                                                                                  |
| Terceira Era                                                                     | Os Hobbits Frodo Bolseiro e Sam Gamgee usam o Frasco para derrotar a aranha gigante Shelob.                  |                                                                                  |

A luz começa em O Silmarillion como uma unidade e é dividida em fragmentos cada vez menores à medida que a narrativa avança. A Terra-média é habitada pelos angelicais Valar e iluminada por duas grandes lâmpadas; quando estas são destruídas pelo Vala rebelde Melkor, o mundo é fragmentado, e os Valar se retiram para Valinor, iluminado pelas Duas Árvores. Quando estas também são destruídas, seu último fragmento de luz é transformado nas Silmarils, e uma muda é salva, dando origem à Árvore Branca de Númenor, o símbolo vivo do Reino de Gondor. Guerras são travadas pelas Silmarils, que acabam perdidas para a Terra, o Mar e o Céu, sendo a última, carregada por Eärendil o Marinheiro, transformada na Estrela da Manhã. Parte da luz dessa estrela é capturada no Espelho de Galadriel, a fonte mágica que permite a Galadriel ver passado, presente e futuro; e uma fração dessa luz é, por fim, aprisionada no Frasco de Galadriel, presente de despedida a Frodo, protagonista de O Senhor dos Anéis, para contrabalançar o mal e o poder do Anel de Sauron que ele carrega. A cada etapa, a fragmentação aumenta e o poder diminui, ecoando o tema de  declínio e queda de Tolkien.

### Mandala junguiana do eu
A analista junguiana e autora Pia Skogemann interpreta as três Silmarils e seu criador ardente, Fëanor, como uma mandala do eu, uma das várias mandalas [en] que ela identifica nos escritos de Tolkien sobre a Terra-média. As três Silmarils terminam no céu, no mar e na terra, simbolizando os elementos ar, água e terra; Fëanor completa a mandala como o elemento fogo.

### J. R. R. Tolkien
1. ↑  Tolkien, J. R. R., "Addenda and Corrigenda to the Etymologies — Part Two" (editado por Carl F. Hostetter e Patrick H. Wynne), in Vinyar Tengwar, 46, julho de 2004, p. 11
2. 1 2  (Tolkien 1977, Capítulo 7, "Das Silmarils e a Inquietação dos Noldor")
3. ↑  (Tolkien 1977, Capítulo 8, "Do Escurecimento de Valinor")
4. ↑  (Tolkien 1977, Capítulo 11, "Do Sol e da Lua e a Ocultação de Valinor")
5. 1 2 3  (Tolkien 1977, Capítulo 9, "Da Fuga dos Noldor")
6. ↑  (Tolkien 1977, Capítulo 13, "Do Retorno dos Noldor")
7. ↑  (Tolkien 1977, Capítulo 18, "Da Ruína de Beleriand")
8. ↑  (Tolkien 1977, Capítulo 20, "Da Quinta Batalha: Nirnaeth Arnoediad")
9. 1 2 3  (Tolkien 1977, Cap. 24, "Da viagem de Eärendil")
10. ↑  (Tolkien 1977, Capítulo 19, "De Beren e Lúthien")
11. ↑  (Tolkien 1986, Cap. 3, "Quenta Noldorinwa")
12. ↑  (Tolkien 1994, Parte 2, "O Último Quenta Silmarillion", "Os Últimos Capítulos do Quenta Silmarillion")
13. 1 2 3 4  Tolkien, J. R. R., "Sigelwara Land", Medium Aevum Vol. 1, No. 3, dezembro de 1932 e Medium Aevum Vol. 3, No. 2, junho de 1934
14. ↑  (Tolkien 1989, cap. 35, p. 435 & p. 439, nota 4)

- Tolkien, J. R. R. (1977).  Tolkien, Christopher, ed. The Silmarillion [O Silmarillion]. Londres: George Allen & Unwin. ISBN 978-0-395-25730-2
- Tolkien, J. R. R. (1986).  Tolkien, Christopher, ed. The Shaping of Middle-earth [A Formação da Terra-média]. Londres: George Allen & Unwin. ISBN 978-0-395-42501-5
- Tolkien, J. R. R. (1989).  Tolkien, Christopher, ed. The Treason of Isengard [A traição de Isengard]. Londres: George Allen & Unwin. ISBN 978-0-395-51562-4
- Tolkien, J. R. R. (1994).  Tolkien, Christopher, ed. The War of the Jewels [A Guerra das Joias]. Londres: HarperCollins. ISBN 0-395-71041-3